# Kleinsteinach (Riedbach)
Kleinsteinach ist ein Gemeindeteil der Gemeinde Riedbach im unterfränkischen Landkreis Haßberge in Bayern.

## Geographie
Das Straßendorf liegt im Nordwesten des Landkreises. Im hügeligen Haßgau wird der Ort vom Riedbach und dem Zufluss Hainbach durchflossen. Nördlich von Kleinsteinach befindet sich die Bundesstraße 303. Die Kreisstraße HAS 5 von Humprechtshausen nach Mechenried führt durch das Dorf.

## Geschichte
Kleinsteinach bedeutet „Ort an einem Steinigen Bach“. Zwischen 800 und 900 wurde „Steinaha“ anlässlich von Schenkungen an das Kloster Fulda mehrmals urkundlich erwähnt.
Das Dorf bestand anfangs aus dem Willingerhof, Schnausenhof, Sächsischen Hof und Judenhof. Für 1313 sind außerdem drei Mühlen belegt. Dies waren neben einer nicht mehr bekannten Mühle, die Petersmühle und die Geiersmühle.
Eine jüdische Gemeinde bestand ab dem 15. Jahrhundert. Kirchlich gehörte Kleinsteinach zur katholischen Pfarrei Mechenried. Die Protestanten wurden 1838 Rügheim zugewiesen. 1696 erwarb das Hochstift Würzburg von Sachsen-Hildburghausen Untertanen und Rechte in Mechenried.
Im Zuge der Verwaltungsreformen in Bayern entstand mit dem Gemeindeedikt von 1818 die Ruralgemeinde Kleinsteinach. 1862 wurde die Gemeinde Kleinsteinach, bestehend aus dem Kirchdorf Kleinsteinach und den beiden Einöden Geiersmühle und Petersmühle in das neu geschaffene bayerische Bezirksamt Haßfurt eingegliedert. 1871 zählte die Landgemeinde Kleinsteinach 451 Einwohner, von denen 219 Katholiken, 104 Protestanten und 128 Juden waren, sowie 99 Wohngebäude. Der Ort hatte die größte jüdische Gemeinde des Bezirksamts Haßfurt. Die katholische Pfarrei befand sich im 3,1 Kilometer entfernten Mechenried und die katholische Bekenntnisschule war im Ort. Im Jahr 1900 lebten in der 402 Hektar großen Gemeinde 488 Einwohner, davon 229 Katholiken, 130 Protestanten und 129 Juden, in 101 Wohngebäuden. Die zuständige evangelische Pfarrei war im 5,5 Kilometer entfernten Rügheim. 1925 hatte Kleinsteinach 89 Wohngebäude und 423 Einwohner, 232 Katholiken, 146 Protestanten und 45 Juden waren.
Der Zweite Weltkrieg kostete 25 Einwohnern das Leben, 9 Vermisste wurden gezählt.
Kleinsteinach hatte bis 1968 eine eigene Schule in dem 1885 errichteten Schulhaus. 1969 trat die Gemeinde dem Schulverband Riedbachgrund bei und ab dem Schuljahr 1977/78 dem Schulverband Hofheim.
Am 1. Juli 1972 wurde im Rahmen der Gebietsreform in Bayern der Landkreis Haßfurt aufgelöst und Kleinsteinach kam zum Haßberg-Kreis. Ab 1. Mai 1978 wurden im Rahmen der Gebietsreform die vier ehemals selbstständigen Gemeinden Humprechtshausen, Kleinmünster, Kleinsteinach und Mechenried zur neuen Gemeinde Riedbach zusammengeschlossen.

## Jüdische Gemeinde
Erstmals wurden im Jahr 1453 Juden in Kleinsteinach erwähnt. Nach ihrer Vertreibung aus dem Fürstbistum 1560/61 siedelten diese sich in der umliegenden Region an. 1699 lebten 43 jüdische Personen in dem Dorf, das mit seiner jüdischen Gemeinde im 17. Jahrhundert Sitz eines Bezirksrabbinates war. 1814 wurden in Kleinsteinach 159 Juden gezählt, das einem Anteil an der Einwohnerzahl von 41 % entsprach. 1890 waren es 131 Juden bei 483 Einwohnern. An Einrichtungen bestanden eine Synagoge, eine Religionsschule, ein rituelles Bad sowie ein Friedhof. 1933 lebten noch 33 jüdische Personen am Ort. Die Synagoge und die Schule wurden beim Novemberpogrom 1938 von SA-Männern verwüstet. 1942 wurden die letzten zehn jüdischen Einwohner deportiert.

## Einwohnerentwicklung
| Jahr | Einwohner |
| ---- | --------- |
| 1814 | 385       |
| 1871 | 451       |
| 1900 | 488       |
| 1925 | 423       |
| 1933 | 392       |
| 1945 | 400       |
| 1950 | 540       |

| Jahr | Einwohner |
| ---- | --------- |
| 1955 | 482       |
| 1961 | 477       |
| 1970 | 525       |
| 1978 | 509       |
| 1987 | 452       |
| 1993 | 495       |
| 2015 | 432       |

## Baudenkmäler

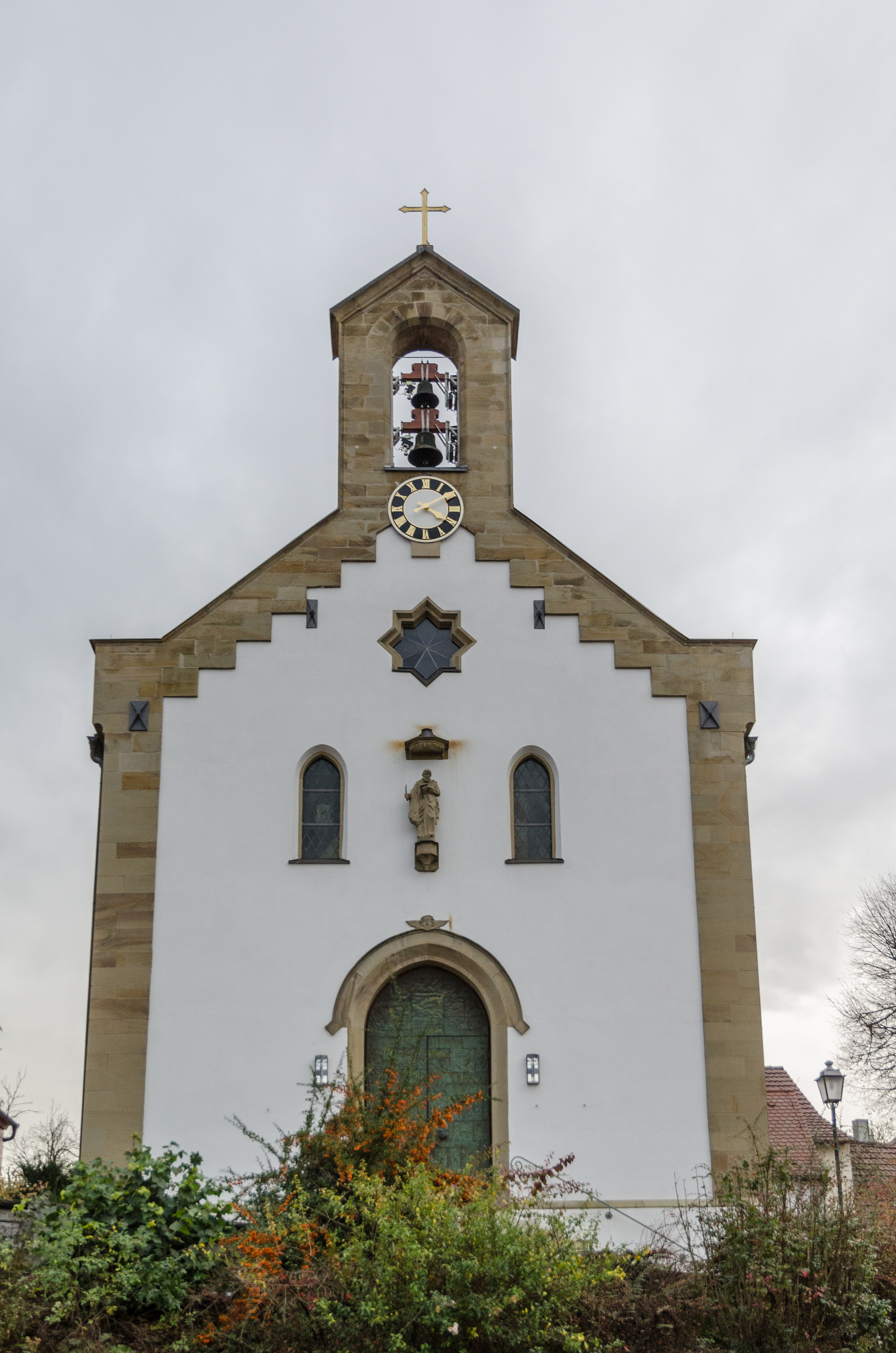
Kirche St. Bartholomäus

Die katholische Filialkirche St. Bartholomäus entstand 1854 im neugotischen Stil als einschiffiger Saalbau mit einem Satteldach. Sie hat eine Lisenengliederung aus Sandstein und einen Giebelreiter. Der Neubau ersetzte eine baufällige Chorturmkirche. Anfang der 1990er Jahre wurde das Gotteshaus umfassend renoviert. Dabei wurden eine neue St. Bartholomäusfigur aus Sandstein an der Ostfassade und ein neugotischer Altar aufgestellt.
Neben der Kirche, am Kirchplatz 3, steht ein zweigeschossiger, giebelständiger Fachwerkbau aus dem Jahr 1715. Das ehemalige Lehrerwohnhaus beherbergt seit 2015 das Museum Jüdische Lebenswege.
Westlich des Dorfes, beim Herrenholz am Hang gelegen, befindet sich der Jüdische Friedhof, der vermutlich auf das Jahr 1596 zurückgeht und ein Taharahaus hat. Auf dem ehemaligen Verbandsfriedhof für die umliegenden Gemeinden befinden sich über 1200 Grabmale.
In der Bayerischen Denkmalliste sind insgesamt neun Baudenkmäler aufgeführt.